# О’Хара, Джон Генри
Джон Генри О'Хара (англ. John Henry O'Hara; 31 января 1905, Потсвилл, Пенсильвания, США — 11 апреля 1970, Принстон, Нью-Джерси, США) — американский писатель. Автор известных романов «Свидание в Самарре» и «Баттерфилд, 8».

## Биография
Родился в маленьком городке Потсвилл в штате Пенсильвания. В 1934 году в годы Великой депрессии семья O'Хары разорилась, а отец скончался.  Это помешало О'Харе закончить Йельский университет по причине нехватки средств для оплаты за обучение.
В дальнейшем работал репортером в нескольких газетных изданиях, пробовал себя в качестве кинокритика и радио комментатора. После переезда в Нью-Йорк стал писать для еженедельных журналов New York Magazine, Time и Collier’s Weekly. В 1934 году опубликовал свой первый роман «Свидание в Самарре».
В годы Второй мировой войны был военным репортером. В этот же период помимо художественных произведений писал сценарии для фильмов. В 1940 году написал роман  «Приятель Джоуи», а затем и либретто для одноименного мюзикла, который успешно шел на Бродвее с Джином Келли в главной роли, а в 1957 году был экранизирован. Главные роли в фильме сыграли Фрэнк Синатра и Рита Хейворт.
За свою карьеру писателя написал более десятка романов, повестей и пьес.
Умер в Принстоне в 1970 году от сердечно-сосудистого заболевания.

## Избранная Библиография
- «Свидание в Самарре», Appointment in Samarra — 1934
- «Весенняя лихорадка» (прямой перевод - «Баттерфилд, 8»; экранизация названа именно так), Butterfield 8 — 1935
- «Сын врача», The Doctor’s Son and Other Stories — 1935
- «Приятель Джоуи», Pal Joey — 1940
- «Жажда жить», A Rage to Live — 1949
- «Время, чтобы вспомнить все» (прямой перевод - «Северная Фредерик, 10»), Ten North Frederick — 1955
- «Вид с террасы», From the Terrace — 1958
- «Маяк на мысе Кейп-Код», The Cape Cod Lighter — 1962
- «Дело Локвудов», The Lockwood Concern — 1965
- «В ожидании зимы», Waiting for Winter — 1966
- «Инструмент», The Instrument — 1967